# Río Thomson
El río Thomson es un largo río del noreste de Australia que fluye en dirección suroeste a través del estado de Queensland hasta confluir con el río Barcoo, dando lugar al nacimiento del río o arroyo Cooper, que posteriormente desaguará en el lago Eyre. La mayor parte del curso del río se compone de estrechos canales, que dan a la región el nombre de Channel Country («país de los canales»).
El río fue llamado así en 1847 por el explorador Edmund Kennedy en honor a Sir Edward Deas Thomson, político australiano y rector de la Universidad de Sídney.